# Vandalie
Pour le peuple germanique et le royaume qu'ils fondèrent en Afrique du Nord, voir Vandales et Royaume vandale.
La Vandalie est le nom donné anciennement tantôt à une partie de la Poméranie ducale, tantôt à une partie du duché de Mecklembourg en Basse-Saxe :
- Poméranie ducale : la Vandalie est alors bornée par la mer Baltique au nord, le désert de Waldow au sud, les seigneuries de Butow et de Louwenborck à l'est, et par la Cassabie à l'ouest. Son chef-lieu est Stolp.

- Duché de Mecklembourg : la Vandalie est alors située entre l’évêché et le duché de Schwerin, la seigneurie de Rostock et celle de Stutgard, la Poméranie royale et le margraviat de Brandebourg. Son chef-lieu est Güstrow

## Sources
Marie-Nicolas Bouillet  et Alexis Chassang (dir.), « Vandalie » dans Dictionnaire universel d’histoire et de géographie, 1878 (lire sur Wikisource)
|  | Cet article contient des extraits de l'Encyclopédie ou Dictionnaire raisonné des sciences, des arts et des métiers, publiée au XVIIIe siècle dont le contenu se trouve dans le domaine public. |